# Nón lá

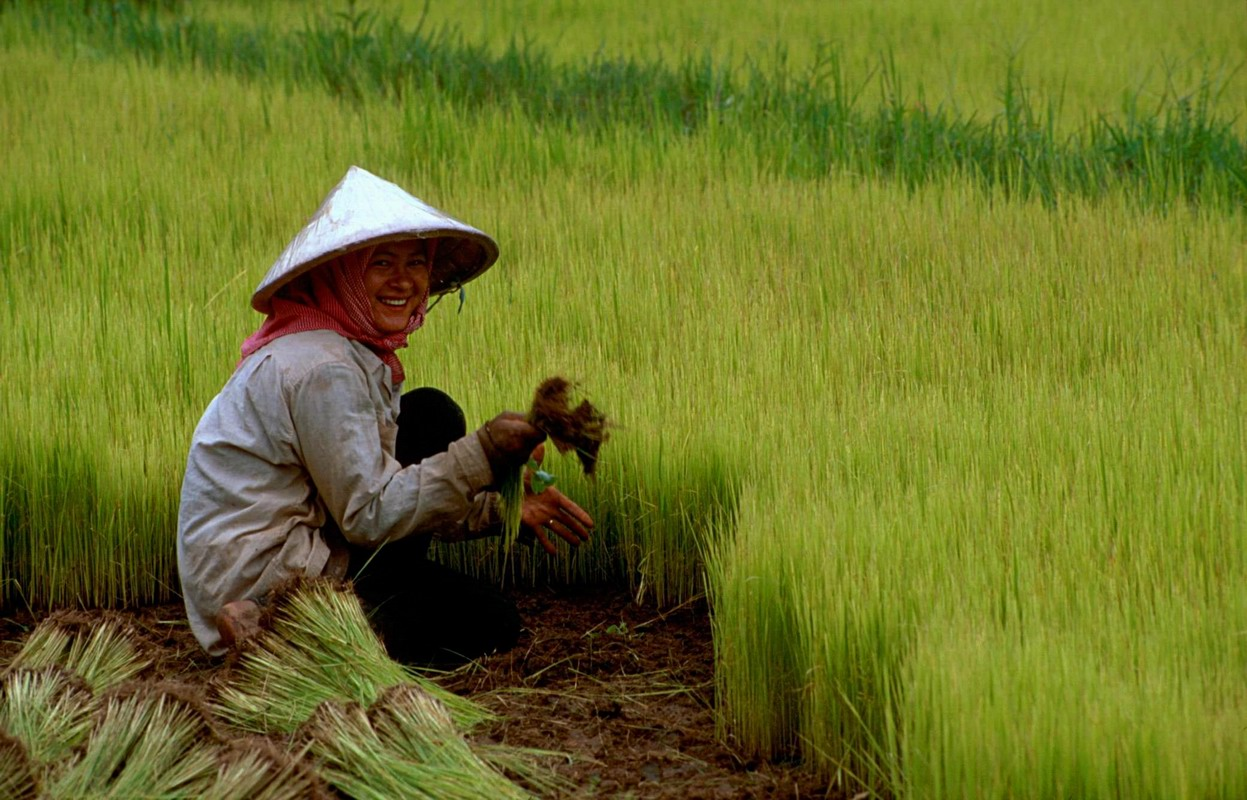
Nón lá che nắng che mưa cho người lao động ngoài đồng ruộng.

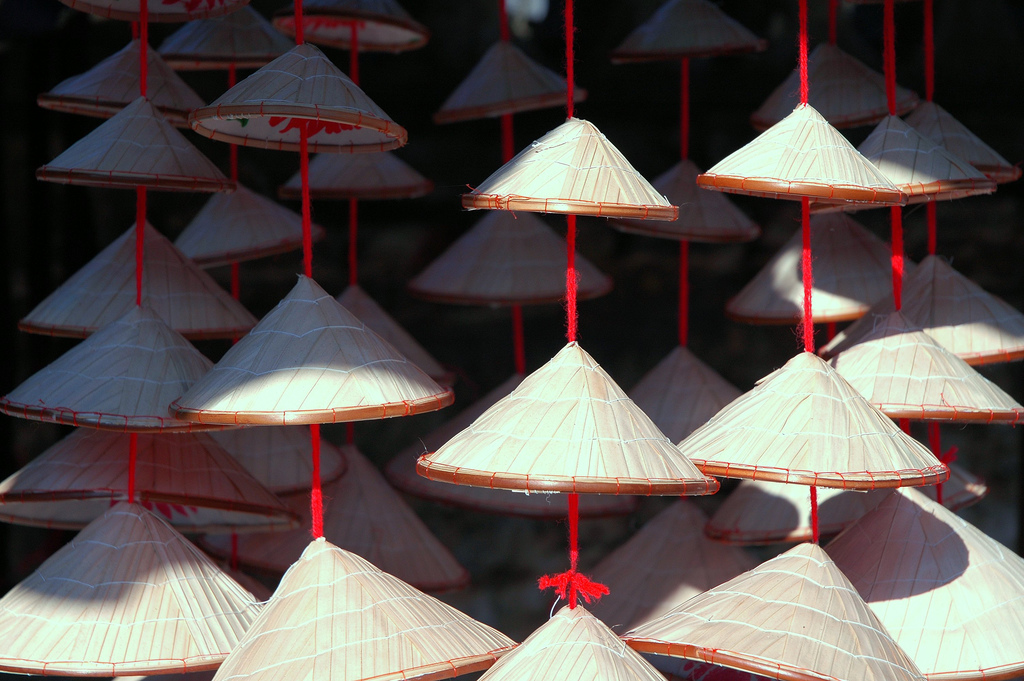
Nón lá được bày bán như là đồ lưu niệm tại Việt Nam.

Nón, nón tơi hoặc nón lá là một vật dụng dùng để che nắng, che mưa, là một biểu tượng của Việt Nam
Nón lá xuất hiện vào thế kỉ thứ XIII, thời nhà Trần.
Từ xa xưa do nước ta chịu ảnh hưởng của khí hậu nhiệt đới gió mùa nóng ẩm và mưa nhiều, ông cha ta đã biết sáng chế ra chiếc nón lá. Nó được nhiều chiếc lá kết vào nhau để làm vật dụng đội lên đầu che nắng, che mưa. Dần dần, chiếc nón lá đã dần dần hiện diện như một vật dụng thiết yếu trong đời sống sinh hoạt hằng ngày. Hình ảnh tiền thân của chiếc nón lá đã được chạm khắc trên trống đồng Ngọc Lũ, thạp đồng Đào Thịnh vào khoảng 3000 - 2500 năm TCN.
Ở Việt Nam hiện nay có một số làng nghề làm nón truyền thống như làng Đồng Di (Phú Vang), Dạ Lê (Hương Thủy), Trường Giang (Nông Cống), đặc biệt là làng nón Phủ Cam (Huế), làng Chuông (Thanh Oai - Hà Nội).

## Đặc điểm
Chiếc nón lá thường được đan bằng các loại lá khác nhau như: lá cọ, lá buông, rơm, tre, lá cối, lá hồ, lá dứa, lá dừa,... Nón thường hay có dây đeo nhiều màu sắc bằng các loại vải mềm như vải nhung, vải lụa để giữ trên cổ.
Nón thường có hình chóp nhọn, tuy nhiên còn có cả một số loại nón rộng bản và làm phẳng đỉnh. Lá nón được xếp trên một cái khung gồm các nan tre nhỏ uốn thành hình vòng cung, được ghim lại bằng sợi chỉ, hoặc các loại sợi tơ tằm, sợi cước. Nan nón được chuốt từ từng thanh tre mảnh, nhỏ và dẻo dai rồi uốn thành vòng tròn có đường kính to nhỏ khác nhau thành những cái vành nón. Tất cả được xếp tiếp nhau trên một cái khuôn hình chóp.
Để làm ra một chiếc nón lá người thợ thủ công lấy từng chiếc lá, làm cho phẳng rồi lấy kéo cắt chéo đầu trên, rồi lấy kim xâu chừng 24 đến 35 chiếc lá lại với nhau cho một lượt sau đó xếp đều trên khuôn nón. Lá nón mỏng và cũng dễ hư khi gặp mưa nhiều nên các thợ thủ công đã tận dụng bẹ tre khô để làm lớp giữa hai lớp lá nón làm cho nón vừa cứng lại vừa bền.
Trong công đoạn tiếp theo, thợ thủ công lấy dây cột chặt lá nón đã trải đều trên khuôn với khung nón rồi họ mới bắt đầu khâu. Người thợ đặt lá lên sườn nón rồi dùng dây cước với kim khâu để chằm nón thành hình chóp. Nón sau khi thành hình được quét một lớp dầu bóng để tăng độ bền và có tính thẩm mĩ (có thể kể thêm trang trí mĩ thuật cho nón dùng trong nghệ thuật). Ở giữa nan thứ 3 và thứ 4 người thợ dùng chỉ đôi kết đối xứng 2 bên để buộc quai.

## Phân loại

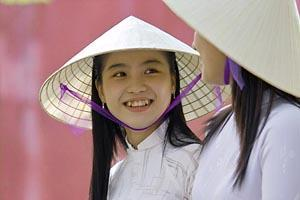
Nữ sinh với áo dài và nón lá.

Nón lá có nhiều loại như nón ngựa hay nón Gò Găng (sản xuất ở Bình Định, làm bằng lá lụi, thường dùng khi đội đầu cưỡi ngựa); nón cụ (loại nón thường xuất hiện trong các đám cưới miền Nam Việt Nam); nón ba tầm (loại nón này phổ biến ở miền Bắc Việt Nam); nón bài thơ (ở Huế, là thứ nón lá trắng và mỏng có lộng, thêu hình hoặc một vài câu thơ); nón dấu (nón có chóp nhọn của lính thú thời phong kiến); nón rơm (nón làm bằng cọng rơm ép cứng); nón cời (loại nón xé te tua ở viền nón); nón gõ (nón làm bằng rơm, ghép cho lính thời phong kiến); nón lá sen (còn gọi là nón liên diệp); nón thúng (nón lá tròn bầu giống cái thúng, thành ngữ "nón thúng quai thao"); nón khua (nón của người hầu các quan lại thời phong kiến); nón chảo (nón mo tròn trên đầu như cái chảo úp),... nhưng thông dụng nhất vẫn là nón hình chóp.

## Công dụng, ý nghĩa

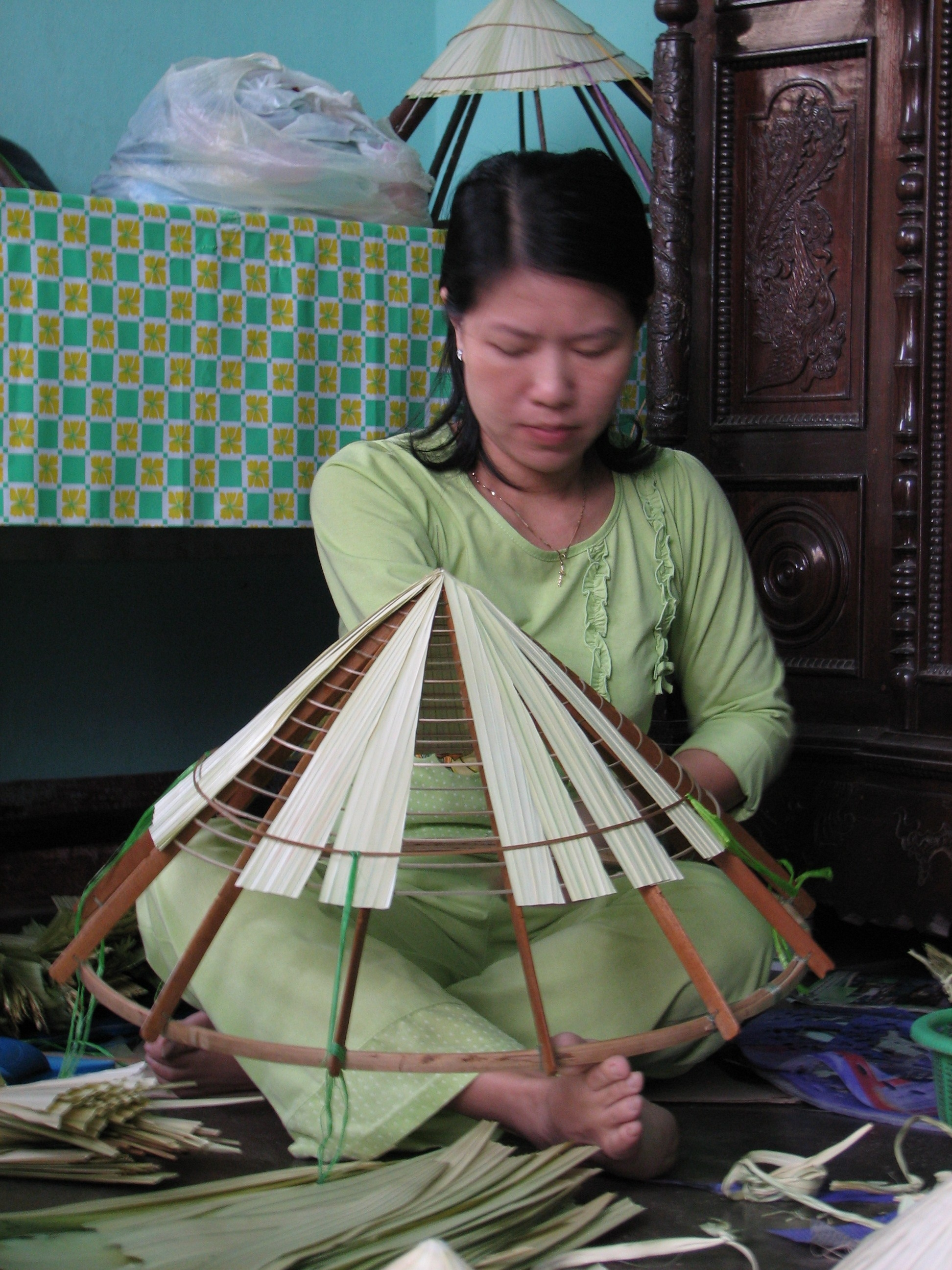
Đan nón lá thủ công tại Huế.

Nón thường dùng để che nắng, che mưa, làm quạt khi nóng. Đôi khi có thể dùng để múc nước hoặc để đựng. Ngày nay nón lá cũng được xem là quà tặng đặc biệt cho du khách khi đến tham quan Việt Nam.
Chiếc nón lá gắn liền với đời sống tinh thần của nhân dân, với người phụ nữ Việt. Trải dài mọi miền đất nước, hình ảnh nón lá luôn hiện diện, đó chính là nét đẹp, nét duyên, là sự bình dị, mộc mạc của người phụ nữ Việt Nam. Nón lá đi liền với tà áo dài, tạo nên một vẻ đẹp rất bình dị và mộc mạc của người Việt Nam.

## Bảo quản
Muốn nón lá được bền lâu thì nên đội khi trời nắng, ít đi mưa, tránh tác động mạnh tay làm méo nón. Sau khi dùng nên bảo quản vào chỗ có bóng râm, nếu phơi ngoài nắng sẽ làm cong vành, lá nón giòn và ố vàng làm mất đi tính thẩm mĩ và giảm thời hạn sử dụng của nón. Khi đội nón phải nhẹ nhàng, tránh làm hư quai nón, khi không sử dụng cần treo lên những nơi không ẩm ướt, lau khô nếu nón bị ướt. Không ngồi lên hay đè, nắn nón.

## Trong nghệ thuật - văn hóa
Trong nghệ thuật sân khấu, nón lá xuất hiện trong những tiết mục múa nón lá của các cô gái.